# Odorologie

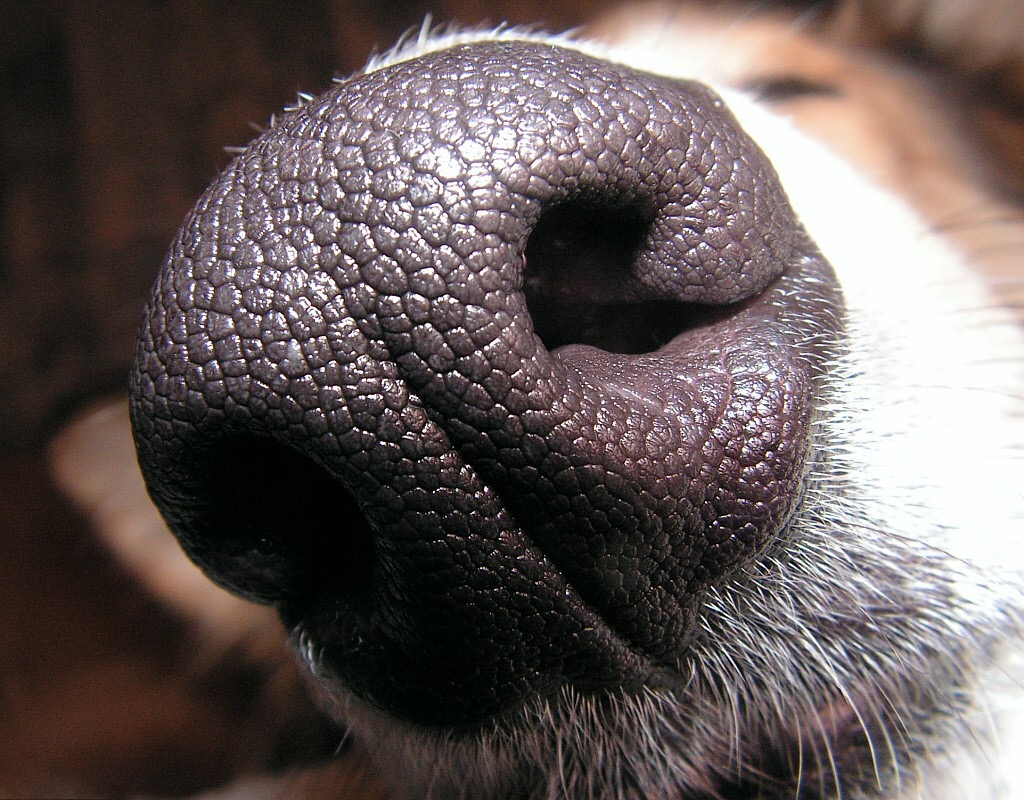
L'organe de l'odorat du chien.

L’odorologie ou science des odeurs, est une technique utilisée principalement dans le domaine criminalistique pour l'identification judiciaire. La technique repose sur l'analyse des odeurs par des chiens afin notamment de confondre les criminels ou d'identifier l'odeur d'objets (explosifs, stupéfiants).

## Histoire
L'odorat des chiens est depuis longtemps utilisé par la police (repérage de drogue, d’explosifs, d’armes, corps de disparus, identification de criminels) ou les services de sauvetage (corps ensevelis sous les avalanches). Dès 1910, l'expert canin Friedo Schmidt décrit dans son livre Verbrecherspur und Polizeihund (« Les criminels de piste et le chien de la police ») comment les odeurs laissées par un criminel sur une scène de crime peuvent être stockées dans des bocaux en verre à des fins d'identification. 
L'odorologie canine, en tant que technique criminalistique, s'est développée grâce aux travaux d'un médecin hongrois dans les années 1970 puis dans les pays d'Europe de l'Est pendant la guerre froide, notamment pour identifier des dissidents. Connues des pays d'Europe de l'Ouest depuis le début des années 1980, des équipes de maîtres-chiens ont été se former en Roumanie et en Hongrie depuis leur intégration européenne. Elle est testée par la police française depuis 2001, validée par Interpol en 2002 et opérationnelle depuis 2003 mais elle reste réservée uniquement aux crimes jusqu'à présent. Excepté en Hongrie, cette technique empirique, utilisée en 2009 par une vingtaine de pays, n'est pas considérée comme une preuve judiciaire.
Cette méthode est notamment utilisée par les cynotechniciens du laboratoire de la police scientifique d'Écully hors procédure judiciaire en complément d'autres techniques d'identifications et le CNRS tente actuellement de la valider scientifiquement, cette technique ne bénéficiant pas d'une reconnaissance scientifique internationale.
Une étude menée par des médecins français en 2010 a montré qu'on pouvait entraîner des races de chiens à distinguer l’urine d'hommes sains et d’hommes atteints d’un cancer de la prostate. Des chercheurs du CNRS ont étudié les résultats obtenus de 2003 à 2016 par les chiens de la SDPTS d'Écully qui ont été utilisés dans 522 cas et ont permis de résoudre 162 affaires judiciaires, dont le viol d'une fillette. L'analyse des données obtenues montre qu'à l'issue d'un entraînement régulier de 24 mois, ils parviennent à reconnaître deux odeurs provenant de la même personne dans 85 % des cas, les 15 % d'absences d'association résultant majoritairement de la qualité du prélèvement ou de l'odeur elle-même et non d'un déficit de reconnaissance.

## Protocole
La technique consiste à piéger, grâce à des pinces stériles et des bandelettes de textile spécial fabriqué en Hongrie, les « signatures olfactives » (appelées aussi « empreintes olfactives » ou « traces odorantes ») laissées par un criminel sur le siège d'une voiture, le manche d'un couteau ou une scène de crime (au-delà de quatre jours, ce prélèvement devient inopérant, les odeurs étant extrêmement volatiles). Ces bandes sont enveloppées de papier d'aluminium (technique du « transfert d'odeur ») pour « fixer » l'odeur pendant une heure puis mises sous scellé dans des bocaux stériles qui sont placés dans une odorothèque. Ces bandes sont ainsi analysées, hors de la scène du crime, par des chiens spécialement sélectionnés pendant douze à dix-huit mois pour leur aptitude à l'effort et goût du jeu. Leur odorat, particulièrement développé (leur zone cervicale de détection, correspondant à  vingt millions de cellules olfactives, occupe 10 % de leur cerveau contre 0,1 % pour l'homme), permet de discriminer des odeurs-leurre placées lors du « tapissage olfactif » (alignement dans une pièce de cinq bocaux dont quatre leurres, reniflés et changés de place).